# Meteorologiåret 1952

## Händelser

### Januari
- 14 januari - Is- och snöstormar härjar i Minnesota och Iowa i USA.[1]
- 15 januari – Med 32 meter per sekund i Ursholmen, Sverige uppmäts den högsta medelvinden i Bohuslän dittills.[2]

### Mars
- 21 mars – En tornado i USA från Missouri till Tennessee med temperaturer på –25 °C i Twin Cities.[3]
- 22 mars – En snöstorm härjar i Minnesota, USA och 13,2 inch snö uppmäts i Twin Cities.[3]

### Juni
- Juni
  - I Caçador i Santa Catarina (Brasilien) uppmäts temperaturen −14 °C (6,8 °F), vilket blir Brasiliens lägst uppmätta temperatur fram till dess.[4]
  - Med medeltemperaturen -2,5 °C upplever Fanaråken Norges kallaste junimånad fram till dess.[5]

### Juli
- 17 juli – I Minnesota, USA lamslår regn trafiken och svämmar över källare.[6]

### September
- September - Med medeltemperaturen -4,4 °C tangerar Fanaråken rekordet från 1940 över Norges kallaste septembermånad någonsin.[7]

### Okänt datum
- Solskenstimmarna över Visby, Sverige börjas mätas.[8]
- Deutscher Wetterdienst bildas i Västtyskland genom att de allierade ockupationsområdenas väderlekstjänster slås samman.[9]

## Födda
- 8 februari – James T. Moore, amerikansk meteorolog.

## Avlidna
- 10 juni – Max Robitzsch, tysk meteorolog.